# David Nazar
David E. Nazar, S.I. (Toronto, 11 novembre 1952), è un presbitero canadese, rettore del Pontificio istituto orientale di Roma dal 25 agosto 2015.

## Biografia
David Nazar proviene da una famiglia di immigrati ucraini di rito bizantino. Il 2 settembre 1973 è entrato nella Compagnia di Gesù.
Il 3 giugno 1983 è stato ordinato presbitero da monsignor Isidore Borecky, eparca di Toronto degli Ucraini. Dal 1983 padre Nazar, con il permesso del preposito generale dei gesuiti, ha la facoltà del bi-ritualismo e celebra la liturgia secondo il rito bizantino e quello latino.
Ha conseguito il Bachelor of Arts in filosofia presso l'Università Gonzaga a Spokane nel 1977; il Master of Arts in filosofia presso lo stesso ateneo nel 1980; la licenza in filosofia presso la Saint Michael's Academy nel 1980; il baccalaureato in sacra teologia presso il Regis College di Toronto nel 1983; la licenza in sacra teologia nel 1984 e i dottorati in teologia e filosofia presso l'Università di San Paolo a Ottawa nel 1989.
Nazar ha ricoperto una serie di incarichi pastorali: si è occupato di persone con problemi di udito, è stato cappellano carcerario e missionario tra gli indigeni del Canada. Dal 1996 al 2002 è stato provinciale della provincia gesuita anglofona del Canada. Nel 2003 il preposito generale Peter Hans Kolvenbach lo ha inviato in Ucraina per assumere la direzione dei confratelli di quel paese e del servizio dei gesuiti per i rifugiati a Leopoli.
Il 25 agosto 2015 è stato nominato rettore del Pontificio istituto orientale di Roma.
Parla l'inglese, il francese, l'ucraino, l'italiano, l'ojibwe e conosce lingua dei segni.
Ha più volte parlato del ruolo e della missione della Chiesa nei paesi e nelle regioni segnati da conflitti militari - compresi l'Ucraina e il Medio Oriente - in diverse pubblicazioni.

## Opere
- Bishops as theologians: a theological analysis of the social documents of the Canadian Catholic Conference of Bishops, Toronto, Toronto School of Theology, University of Toronto, 1984,  p. 146.
- Inculturation: meaning and method, Ottawa, Saint Paul University, 1989,  p. 267.